# Chaptuzat
Chaptuzat ist eine Gemeinde mit 492 Einwohnern (Stand: 1. Januar 2022) im zentralfranzösischen Département Puy-de-Dôme in der Region Auvergne-Rhône-Alpes. Die Gemeinde gehört zum Arrondissement Riom und zum Kanton Aigueperse.

## Lage
Chaptuzat liegt etwa 15 Kilometer nordnordöstlich von Riom. Hier entspringt der Fluss Buron. Umgeben wird Chaptuzat von den Nachbargemeinden Vensat im Norden, Aigueperse im Osten, Artonne im Süden sowie Saint-Agoulin im Westen.

## Bevölkerungsentwicklung
| Jahr                       | 1962 | 1968 | 1975 | 1982 | 1990 | 1999 | 2008 | 2013 |
| Einwohner                  | 320  | 343  | 300  | 322  | 351  | 366  | 407  | 487  |
| Quellen: Cassini und INSEE |      |      |      |      |      |      |      |      |

## Sport
Im Jahr 2023 führte die Tour de France auf der 11. Etappe durch Chaptuzat. Im Ortsteil Chaptuzat Haut wurde auf der D12 mit der Côte de Chaptuzat-Haut (490 m) eine Bergwertung der 4. Kategorie abgenommen, die sich der Franzose Matis Louvel sicherte.

## Sehenswürdigkeiten
- Kirche Saint-Pierre, seit 1925 Monument historique
- Burg La Roche Aigueperse aus dem 12./13. Jahrhundert, Monument historique seit 1965

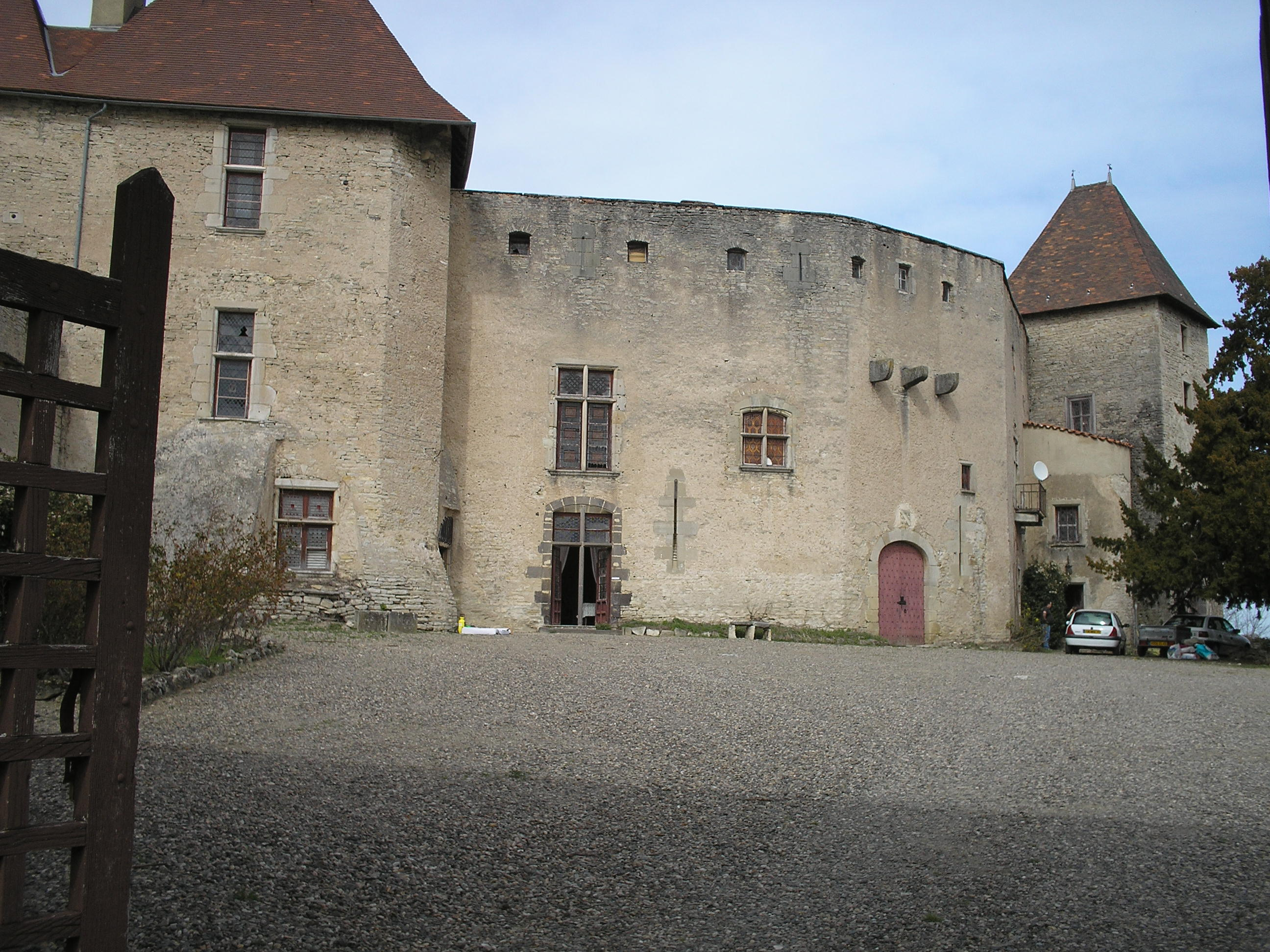
Burg La Roche Aigueperse

## Persönlichkeiten
- Michel de L’Hospital (1505–1573), Staatsmann und Schriftsteller, auf Burg La Roche Aigueperse geboren